# Don Mee Choi
Don Mee Choi es una poeta y traductora coreano-estadounidense.

## Biografía
Don Mee Choi nació en Seúl, Corea del Sur y ahora vive en Leipzig, Alemania. Además de su propia poesía, es una prolífica traductora de poetas coreanas modernas, incluyendo varios libros de Kim Hyesoon.

## Libros
- The Morning News is Exciting, Action Books, 2010, ISBN 9780979975561
- Petite Manifesto, Vagabond Press, 2014 (chapbook)
- Hardly War, Wave Books, 2016
- DMZ Colony, Wave Books, 2020

### Antología
- Yasuhiro Yotsumoto Ming Di Don Mee Choi, Shuntaro Tanikawa, Hyesoon Kim, Trilingual Renshi, Vagabond Press, 2015, ISBN 9781922181442

## Premios
- 2011: Premio Whiting
- 2016: Beca Literaria Lannan
- 2019: Premio Griffin de Poesía Premio a la traducción de Autobiografía de la Muerte del coreano escrito por Kim Hyesoon
- 2020: Premio Nacional de Poesía (Estados Unidos) por Colonia DMZ.
- 2021: Beca Guggenheim de Poesía[2]
- 2021: Programa de Becarios MacArthur[3]
- 2021: Real Sociedad de Literatura[4]